# Mramba (Ochamchire)
Mramba (en georgiano: მრამბა; en abjasio: Мрамба) es una aldea que pertenece a la parcialmente reconocida República de Abjasia, dentro del distrito de Ochamchire, aunque de iure es parte del municipio de Ochmachire de la República Autónoma de Abjasia de Georgia.

## Geografía
Mramba está en la ladera sur de los montes de Kodori, a 27 km de Ochamchire. La aldea se administra desde el pueblo de Otapi.  